# Termisk emission
Termisk emission uppkommer då en metall eller legering upphettas så mycket att de termiska rörelserna övervinner de bindningskrafter som verkar på elektronerna som därmed frigörs från metallen.
Med elektronemission menas elektroners utträde ur en fast kropp. Vid kroppens yta möter elektronerna en potentialbarriär. Vid rumstemperatur kan endast ett fåtal elektroner övervinna potentialbarriären. Emissionstekniken innebär att antingen tillförs kroppens elektroner mera kinetisk energi eller så påverkas potentialbarriären så att elektronerna trots sin låga energi kan lämna kroppen.
Det finns huvudsakligen två metoder för att öka elektronernas energi, nämligen genom höjning av elektronernas temperatur (termisk emission, 900-2500 K) och genom att låta ytan träffas av utifrån kommande partiklar som avger energi. Lämpliga partiklar är fotoner (genom fotoemission eller den fotoelektriska effekten) eller elektroner (sekundäremission). Potentialbarriären kan påverkas genom att utsätta kroppens yta för en stark elektrisk fältstyrka, (cirka 109V/m) som omformar potentialbarriären till en låg, någon elektronvolt, och smal, ett tiotal Ångström, potentialvall.